# James F. P. Gomez
James Furmose Peter Gomez (* 29. Juni 1946 in Bathurst) ist ein Politiker im westafrikanischen Staat Gambia. Von Februar 2017 bis Mai 2022 war er Minister für Fischerei, Wasserwirtschaft und Angelegenheiten der Nationalversammlung (Minister of Fisheries, Water Resources and National Assembly Matters) im Kabinett Adama Barrow.

## Leben
Gomez hat einen Bachelor-Abschluss in Humanwissenschaften vom Springfield College in Massachusetts, USA, und wurde vom Agape International Christian Theological Seminary mit der Ehrendoktorwürde ausgezeichnet. Er begann seine Karriere als Lehrer und war später Bibliothekar der Gambia National Library. Er war auch an verschiedenen Stadt- und Umweltentwicklungsprojekten in Gambia beteiligt.
Gomez engagiert sich in der Partei People’s Progressive Party (PPP). Bei der Wahl zum Bürgermeister von Banjul am 18. Juni 1991 wurde Gomez im Banjul City Council wiedergewählt, die Wahl war erstmals eine Direktwahl. In dieser Funktion war er Mitglied des Exekutivkomitees der Weltkonferenz der Bürgermeister und war Exekutivsekretär der Africa Alliance of YMCAs in Nairobi, Kenia (1995 bis 2007) sowie 1981 Nation General Secretary der The Gambia YMCA.
Er wurde 1994 nach einem Putsch nach neun Jahren Amtszeit abgesetzt, sein Amt als Lord Mayor nahm Antouman Saho ein. Während seiner Amtszeit als Oberbürgermeister von Banjul war er maßgeblich an Projekten wie dem Urban Management Development Project, dem Wiederaufbau  des Albert Markets und dem Urban Environment Project beteiligt.
Am 1. Februar 2017 ernannte der neu gewählte Präsident Adama Barrow Gomez als Minister in sein Kabinett. Am 15. März 2019 wurde das Kabinettsmitglied Lamin N. Dibba, Minister für Landwirtschaft, bei einer kleinen Kabinettsumbildung aus dem Kabinett entlassen. Die vorübergehende Betreuung über das Landwirtschaftsministerium übernahm Gomez. Er schied im Zuge der Kabinettsneubildung nach der erneuten Wahl Barrows aus dem Kabinett aus. Sein Nachfolger ist seit dem 4. Mai 2022 Musa Drammeh.

## Familie
James F. P. Gomez ist verheiratet und hat zwei Kinder.